# Newsweek
Newsweek é uma revista de notícias semanal estadunidense, publicada na cidade de Nova Iorque e distribuída para os Estados Unidos e também internacionalmente. Na atualidade é a segunda maior revista semanal do país, superada apenas pela revista TIME em circulação e ganhos com publicidade.
Desde 2013, a revista tornou-se disponível exclusivamente em formato digital.

## Edição
Editada e produzida nos EUA, a revista traz atualidades do mundo e tendências internacionais nas áreas de saúde, tecnologia, ciência, estilo de vida, negócios, política e economia.

## História

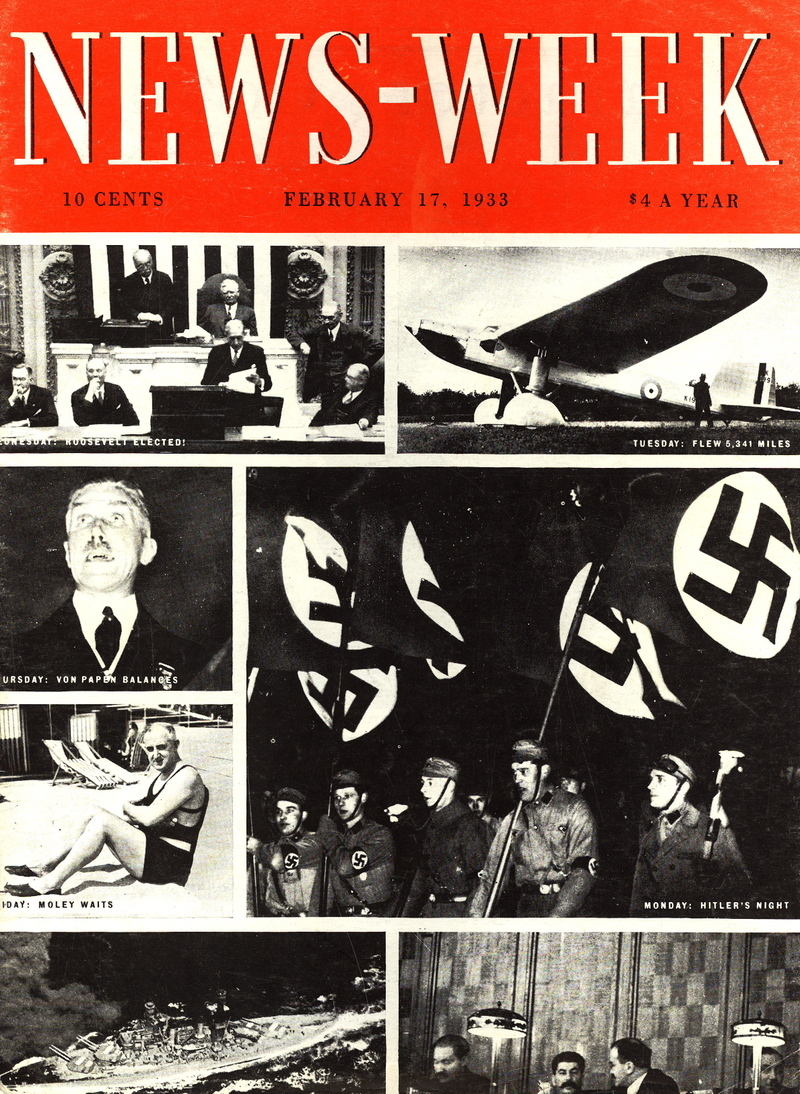
Capa do nº1 da revista, lançada em fevereiro de 1933.

Originalmente chamada de News-Week, ela foi fundada por Thomas J.C. Martyn em 17 de fevereiro de 1933. Esta edição possuiu sete fotografias das notícias semanais da imprensa. Em 1937 Malcolm Muir tornou-se presidente e editor-chefe. Muir mudou o nome para Newsweek, enfatizando mais a interpretação de histórias, introduzindo colunas assinadas, e edições internacionais.
Através do tempo foi desenvolvido um vasto material de notícias, de grandes histórias e análises à reviews e comentários.  A revista foi comprada pelo Washington Post em 1961. Newsweek é geralmente considerada a mais progressista das três maiores revistas semanais, em estudo feito recentemente pela UCLA sobre o ponto de vista das revistas norte-americanas.

## Números relativos à revista
Segundo dados publicados na própria Newsweek, o corpo de jornalistas chega ao número de 300 com mais de 3 milhões de leitores em 193 países.